# ドートレトミシー
ドートレトミシーは、香川県出身長尾匡祐と兵庫県出身yokoの北海道東川町在住アコースティックユニット。
「垣根を越え伝わる音楽を」という願いから世界共通の言葉ドレミからドートレトミシーと名付けている。

## 略歴
ドートレトミシーは、香川県出身長尾匡祐と兵庫県出身yokoのアコースティックユニット。
2002年日本一周弾き語りの旅を終え大阪の上新庄駅で長尾匡祐がストリートライブをしているところを佳詩子が通りかかり、一度通りすぎるがサザンオールスターズの涙のキッスを唄っているのを聴き「いい声してる」と声をかけ自身のバントに誘う。
匡祐はバントに加入の引き換え条件として自身の活動サポート依頼する。
活動当初は二人でkyo-sukeとしてソロ名義で活動。
2005年2月MBSラジオ「U.K BEATFLYEAR 1179」Cafe LIVE出演
2005年5月「ウタのチカラvol.7」(会場:BIGCAT)出演(共演：広沢タダシ/千綿偉功/世理奈/tammy)
2005年7月杉真理,村田和人,伊豆田洋之,山本英美ピュアミュージック05「夏祭り」関西編オープニングアクト出演(会場:心斎橋クラブクアトロ)
2006年京都の専門学校のテレビCM曲に
「Voyage」が起用される。
CM起用がきっかけでユニット名を変更。
ココロチェアとドートレトミシーの候補が残り、ドレミからつけた名前、ドートレトミシーに決定する。
ココロチェアはファーストアルバムのタイトルになる。 
2007年 "ならドットFM" にてラジオ番組を「yokoのほっとミュージックカフェ」スタート。
2007年FM香川786ストリートミュージシャンコンテストにてグランプリ受賞。歌唱曲「one peace」
2008年7月香川県高松のカフェumieのumiefriendsコンピレーションアルバムに参加（曽我部恵一/新井仁 etc）
2009年OSAKAストリートミュージシャンフェスCUP2009にてグランプリを受賞。歌唱曲「iknow」
2007-2009年香川県にて24時間テレビ愛は地球を救う～西日本放送テレビに出演し、チャリティライブを行う。
2008年1月スカイパーフェクトTV「Music Japan TV」の音楽番組「メデキケ」で特集される。
2010年9月MBSラジオ「MBSうたぐみ Smile×Songs」金曜マンスリーアーティストとして出演。
10月阪急西宮ガーデンズにて「MBSうたぐみSmile×Songs」ツキイチライブに出演
2010年10月ならドットFM にて「ドートレトミシーのほっとミュージックカフェ」スタート(2018年まで放送)
2010年10月香川県にて瀬戸内国際芸術祭イベント「MUSIC BLUE CONSERT in マザーポート高松」に出演しアン・サリーと共演。
2012年2月香川県にて「MUSIC BLUE 音楽の日 in 北浜アリー」に出演しギタリスト小倉博和氏、ドラマー林立夫氏と共演。
オリジナル曲「満月の夜が聴こえる」を小倉博和氏とセッションする。
2012年7月テレビ大阪の番組「大阪発!!ローカル線ぶらり途中下車2012年夏　女ひとり旅」BGMに「充分な未来」が起用される。
2013年12月長尾匡祐が日本テレビ第1回「全日本歌唱力選手権 歌唱王」に出演。
準決勝で中島みゆき氏の「糸」を唄い決勝進出。
「糸」の再ブームのキッカケとなる。
決勝ではチューリップの「青春の影」を唄い、男性出場者の中で1位になる。
2012-2019年の8年間「Start」がJR四国「快て～き」TVCMに起用される。
2014年RNC西日本放送テレビ「RNC NEWS every」エンディングテーマ曲、香川県「ガン検診促進キャンペーン」TVCM曲に「平凡」が起用される。
2014年 長尾匡祐が第2回「全日本歌唱力選手権 歌唱王」出演し玉置浩二氏の「カリント工場の煙突の上に」を歌唱。
2015年RNC西日本放送テレビ「RNC NEWS every」エンディングテーマ曲に「Dawn」が起用される。
2015年7月あなぶきホーム公式CMソング「あなぶきホームの唄」のアレンジ、演奏、歌唱を担当する。
2016-2019年FM香川「あなぶきホームのIt`s My Home Party」エンディング曲に「same」が起用される。
2016年8月西日本放送ラジオ「ミュージック イン ランチボッツクス」エンディング曲に「おくりもの」が起用される。
2016年10月FM高松マンスリーパワープレイに「おくりもの」が起用される。
2017年長尾匡祐が中居正広 氏が司会を務めるTBSテレビ「Momm!!」に出演し、玉置浩二氏の「メロディ」を歌唱し男性初のチャンピオンになる。グランドチャンピオン大会を含め3回出演を果たす。
2017年1月RNC西日本放送テレビ「RNC NEWS every」エンディングテーマ曲に「おくりもの」が起用される。
2018年春に北海道東川町の小西健二音楽堂のピアノに出逢い、2019年春に東川町へ移住を決める。
2019年5月岩手県陸前高田市シンボルロード「ハナミズキのみち」完成記念碑建立＆記念コンサート出演し、はたけやま裕、佐藤竹善、古澤巌氏と共演する。
2019年8月香川県三豊志々島イメージソング「くすのきのうた」CDを発売する。
2019年9月RNC西日本放送テレビ「RNC NEWS every」エンディングテーマ曲に「くすのきのうた」が起用される。
2019年10月STV「どさんこワイド179」にて"音楽家の地域おこし"として特集される。
2019年10月から毎月、小西健二音楽堂定期コンサートを開催する。
2019年12月北海道東川町にてボーカルグループ "コエヲキカセテ" アカペラ体験＆コンサートを企画し公演をする。
2020年6月北海道東川町にて「HIGASHIKAWA8281人のキャンドルナイト」企画、運営を行い、配信コンサートを行う。
2020年6月から現在、FMりベーるにて毎週水曜21:00～22:00「ドートレトミシーの東川ミュージックフォレスト」開始。番組制作、MCを担当する。
2020年9月 北海道東川町イメージソング「水の記憶」リリースする。ジャケット写真は安永ケンタウロス氏、アートデザインは桐原紘太郎氏。
2020年9月「加藤登紀子 with 中川翔子 55th Anniversary CONCERT 2020 in 東川」に出演。
「未来への詩」で加藤登紀子氏と共演する。
2021年4月　ショートムービー「北の残照」（監督:菅原浩志氏）主題歌 歌唱担当
2021年5月　北海道東川町に移住し続けている「ドートレトミシー小西健二音楽堂定期コンサート」が記念すべき20回目を迎える
2021年 6月　北海道警察からの委嘱を受け"交通安全アドバイザー"に任命される。旭川東警察署の管轄区域ではドートレトミシーが第１号となる。
2021年6月　北海道東川町にて「HIGASHIKAWA8425人のキャンドルナイト」企画、運営を行いコンサートを行う。
2021年9月　北海道東川町にて「水のまち音楽祭2021」企画、運営を行いコンサートを行う。
出演　ジュスカグランペール　浜田真理子 ニャーツ
2022年1月　LIVE ALBUM「森NOTE 」リリース
2021年に小西健二音楽堂で行った12回の定期コンサートから12の音の葉を集めたライブアルバム
2022年4月　北海道東川町イメージソング「水の記憶」ミュージックビデオ公開
2022年 6月　21年に引き続き北海道警察からの委嘱を受け"交通安全アドバイザー"に任命
2022年 6月　北海道東川町にて「HIGASHIKAWA8480人のキャンドルナイト」企画、運営を行いコンサートにも出演
2022年 7月　STVどさんこワイド179「電話でお絵かきですよ」アーティストウィークに選出され出演
2022年10月　デジタルアルバム「singles」リリース
2010年から2020年までに発売されたドートレトミシーのシングル20曲をリマスタリングしたアルバムを配信リリース
2023年 6月　22年に引き続き北海道警察からの委嘱を受け"交通安全アドバイザー"に任命
2023年 6月　北海道東川町にて「HIGASHIKAWA8594人のキャンドルナイト」企画、運営を行いコンサートにも出演
2024年 2月　北海道東川町に移住し毎月続けてきた 小西健二音楽堂 定期コンサートが50回を迎えanniversary concertを行う
2024年 4月　カラオケJOYSOUNDにてドートレトミシー「水の記憶」配信開始
2024年 6月　北海道警察からの委嘱を受け"交通安全アドバイザー"に任命。本年度で4年目となる。
2024年 6月　北海道東川町にて「HIGASHIKAWAキャンドルナイト2024」企画、運営を行いコンサートにも出演
2024年 9月　北海道富良野『bonchi fes. FURANO 2024 meets FEELD GOOD FES.』出演
2024年10月　LIVEツアー『森ノオト海ノオト』決行(京都、香川、松江、福山、宝塚)
2025年4月　LIVEツアー『Flowers』決行(尾鷲、京都、宝塚、香川、松江、福山、伯方島、岡山)
2025年 6月　北海道警察からの委嘱を受け"交通安全アドバイザー"に任命。本年度で5年目となる。
2025年 6月　北海道東川町にて「HIGASHIKAWAキャンドルナイト2025」企画、運営を行いコンサートにも出演(ゲスト 扇谷研人、はたけやま裕 コエヲキカセテ)

## メンバー
長尾匡祐（ながおきょうすけ10月6日 - ）
- 香川県高松市出身。

ボーカル&ギター担当。
歌と共に剣道を愛している。
高校時代は県個人チャンピオンにもなる腕前で剣道五段。現在も剣道の練習にも励んでいる。
yoko（よこ10月10日 - ）
- 兵庫県宝塚市出身。
- ピアノ・作詞・作曲担当。

## ディスコグラフィー

### シングル
|      | リリース       | タイトル                               | タイアップ | 規格   | 規格品番  |
| ---- | -------------- | -------------------------------------- | --- | ------ | --------- |
| 1st  | 2007年03月29日 | ココロチェア                           | 「京都衛星専門学校」テレビCM曲「voyage」収録 | 12cmCD | KSYK-1001 |
| 2nd  | 2007年11月11日 | Sunday seaside branch                  | JR四国「特急定期券 快てーき」テレビCM曲「start」収録 | 12cmCD | KSYK-1002 |
| 3rd  | 2009年6月27日  | Happy Life                             | 西日本放送ラジオ「RNC TODAY」6月エンディング曲「Film」 / FM香川「JOY-YOU-CLUB」6月エンディング曲「After the Rain」 / 収録                                                                                      | 12cmCD | KSYK-1003 |
| 4th  | 2012年3月04日  | HELLO HELLO HELLO                      | テレビ大阪「ローカル線ぶらり途中下車2012年夏 女ひとり旅」挿入曲「充分な未来」収録 | 12cmCD | KSYK-1005 |
| 5th  | 2015年01月15日 | 星の地図を探して                       | 2014年「RNC NEWS every」エンディング曲、香川県がん検診促進キャンペーンソング「平凡」 / 2015年「RNC NEWS every」エンディング曲「Dawn」 / FM香川「あなぶきホームのIt's My Home party」エンディング曲「same」収録 | 12cmCD | KSYK-1006 |
| 6th  | 2022年01月11日 | 森NOTE                                 | | 12cmCD | KSYK-1012 |
| 7th  | 2023年07月7日  | 森NOTE2                                | | 12cmCD | KSYK-1013 |
| 8th  | 2024年05月23日 | 森NOTE3                                | | 12cmCD | KSYK-1014 |
| 9th  | 2024年10月4日  | 森ノオト海ノオト～Piano Instrumental～ | | 12cmCD | KSYK-1015 |
| 10th | 2025年1月17日  | LIVE LIFE LIVE                         | | 12cmCD | KSYK-1016 |
| 11th | 2025年4月11日  | Flowers～Piano Instrumental～          | | 12cmCD | KSYK-1017 |

|      | リリース       | タイトル                               | タイアップ | 規格   | 規格品番  |
| ---- | -------------- | -------------------------------------- | --- | ------ | --------- |
| 1st  | 2010年06月26日 | Spring - さくら/春模様                 | | 12cmCD | KSYK-0001 |
| 2nd  | 2010年06月26日 | Summer - 満月の夜が聴こえる/海へ行こう | | 12cmCD | KSYK-0002 |
| 3rd  | 2010年11月20日 | Autumn - 充分な未来/深呼吸             | | 12cmCD | KSYK-0003 |
| 4th  | 2010年11月20日 | Winter - winter horse/winter star      | | 12cmCD | KSYK-0004 |
| 5th  | 2011年07月16日 | with                                   | | 12cmCD | KSYK-0005 |
| 6th  | 2014年05月17日 | 平凡/はんぶん                          | 「RNC NEWS every」エンディング曲 / 香川県がん検診促進キャンペーンソング                                                              | 12cmCD | KSYK-0006 |
| 7th  | 2014年12月1日  | Merry Christmas                        | | 12cmCD | KSYK-0007 |
| 8th  | 2016年08月26日 | おくりもの                             | 「RNC NEWS every」エンディング曲 / 西日本放送ラジオ「ミュージック イン ランチボックス」エンディング曲 / FM高松マンスリーパワープレイ | 12cmCD | KSYK-0008 |
| 9th  | 2019年08月08日 | くすのきのうた                         | 「RNC NEWS every」エンディング曲 | 12cmCD | KSYK-0009 |
| 10th | 2020年09月02日 | 水の記憶/遠まわり                      | | 12cmCD | KSYK-0010 |

## ラジオ
- yokoのほっとミュージックカフェ（ならどっとFM、2007年-2010年）
- ドートレトミシーのほっとミュージックカフェ（ならどっとFM、2010年-2018年）
- ドートレトミシーの東川ミュージックフォレスト （旭川FMりべーる、2019年-現在）

## CM
- 京都衛星専門学校「voyage」（2006年）

- JR四国快てーき「start」（2012年 - 2019年）

- 香川県がん検診促進キャンペーン「平凡」（2014年）

- あなぶきホームラジオCM「あなぶきホームの唄」（2015年）

## イメージソング
- 香川県三豊市 志々島 「くすのきのうた」（2019年）

- 北海道上川郡 東川町 「水の記憶」（2020年）